# Атлантида (роман)

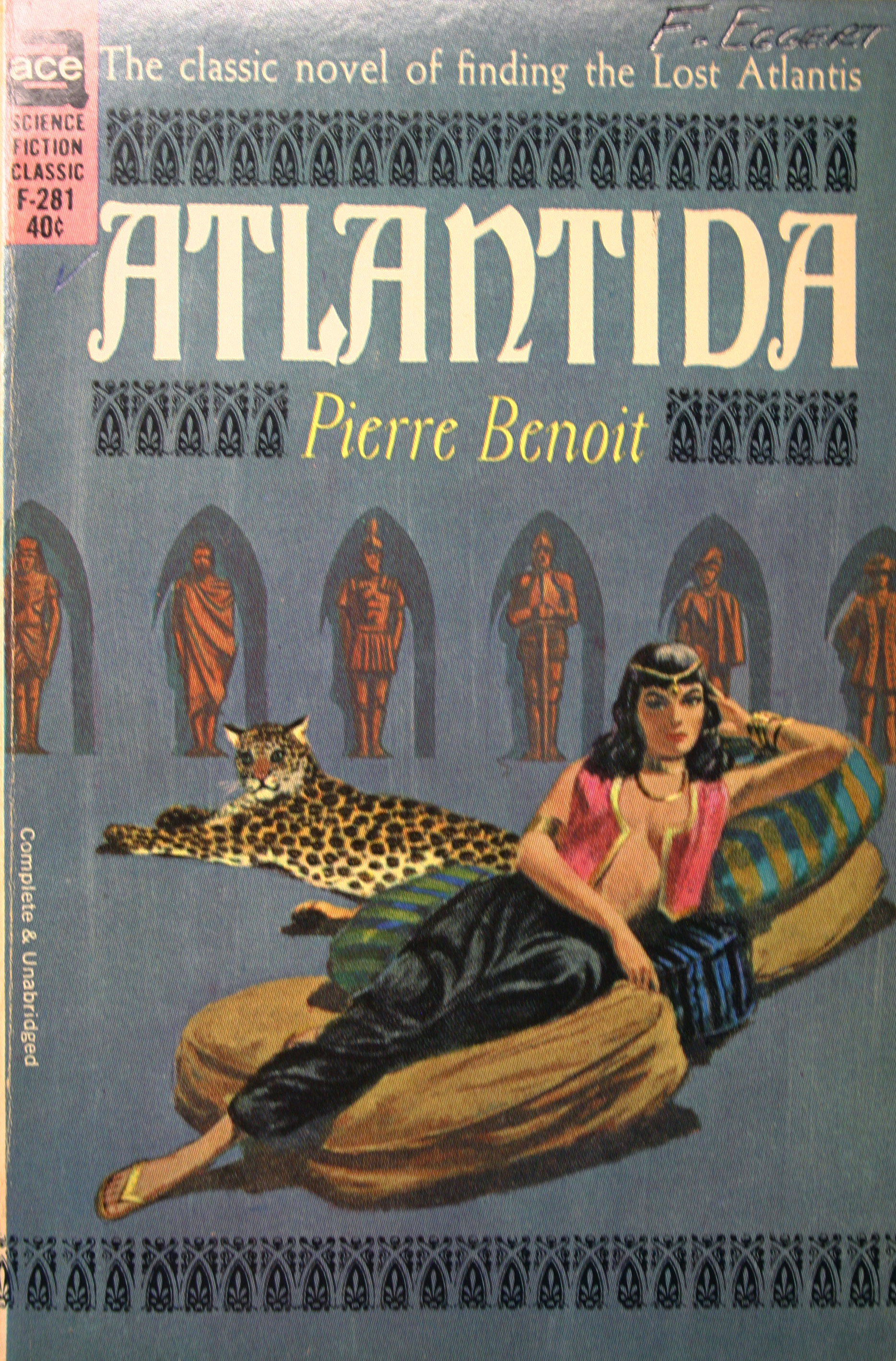
Обкладинка англомовного видання «Атлантиди» 1920 р.

«Атлантида» (фр. L'Atlantide) — фантастичний роман французького письменника П'єра Бенуа, опублікований в лютому 1919 року. Роман, який був другим у творчості письменника після «Кенігсмарк», був відзначений Великою премією Французької академії.

## Сюжет
Сахара, Французький Алжир, 1896 рік. Офіцери французької армії, лейтенант Андре де Сент-Аві і капітан Жан Моранж, розслідують зникнення двох своїх товаришів. Несподівано їх самих викрадають, і офіцери опиняються в підземних володіннях спадкоємиці правителів Атлантиди, красуні Антінеї. Вона має печерну стіну з висіченими в ній 120 нішами, по одній для кожного її коханця. Лише 53 з ніш були заповнені; коли заповненими стануть усі 120, Антінея буде сидіти на престолі в центрі печери, вічною спочиваючи. Сент-Аві, який не в змозі протистояти принадам Антінеї, за її повелінням вбиває асексуального Моранжа. Зрештою, йому вдається втекти і вийти з пустелі живим.

## Історія написання
На думку деяких дослідників, П'єр Бенуа, створюючи персонаж Антінеї, був натхненний образом берберською цариці Тін-Хінан.
У книзі П'єр Бенуа також спирається на спогади своє юності. Будучи сином полковника, він провів ранні роки свого життя в Тунісі, куди його відправили до батька, а потім відвідував школу в Алжирі. У Алжирі П'єр Бенуа також проходив військову службу. У статті в «L'Écho de Paris» від 2 лютого 1920 року П'єр Бенуа пояснював:
«З 1892 по 1907 рік я жив у Тунісі та в Алжирі. У дитинстві я чув розповідь про туарегів, і моя творча уява була викликана деякими похмурими історіями, особливо про місію в центральну Африку двох французів, з яких тільки один повернувся, і ніхто ніколи не дізнався, як загинув його супутник. Ця ідея лягла в основу „Атлантиди“, і нічого іншого».
Ця заява була відповіддю на звинувачення Бенуа оглядачем Генрі Магденом у жовтні 1919 в плагіаті роману Генрі Райдера Гаґарда «Вона: історія пригоди» (англ. She: A History of Adventure, 1887). У судовому позові про наклеп, П'єр Бенуа заявив, що це не відповідає дійсності, оскільки він не вмів ані говорити, ані читати англійської мовою. Дійсно, в той час не було ніякого французького перекладу книги Гаґарда.

## Переклад українською
- Пєр Бенуа. Атлянтида / Переклад В. Завадської. — Львів : Друкар, 1925. — 144 с.
- П'єр Бенуа. Атлантида / Переклад Ірини Овруцької. — Київ : Мистецтво, 1991. — 168 с. — 50000 прим. — ISBN 5-7715-0479-3.

## Екранізації
- «Атлантида» — німецький фільм 1921 року; реж. Жак Фейдер
- «Атлантида» — німецький фільм 1932 р.; реж. Георг Вільгельм Пабст
- «Атлантида» — італійсько-французький фільм 1992 р.; реж. Боб Свем.